# Ninian (Ölfeld)
Ninian ist ein großes Ölfeld ca. 160 km nordöstlich der Shetlandinseln im britischen Sektor der Nordsee. Etwa 20 km östlich liegt das Ölfeld Brent; weiterhin benachbart sind die kleineren Ölfelder Columba (im Süden) und Lyell (im Westen).
Das Ninian-Ölfeld wurde 1974 entdeckt und wurde ab Dezember 1978 ausgebeutet. Die Lagerstätte befindet sich in fluvio-deltaischem Sand aus dem mittleren Jura auf einem nach Westen geneigten Horstblock. Die Lagerstätte ist an den verschiedenen Rändern durch erosionsbedingte Verwerfungen und durch den Öl-Wasser-Kontakt in der Tiefe begrenzt. Schätzungen des Ölfelds beliefen sich 1980 auf 1,2 Milliarden Barrel Öl, 63 Millionen Barrel flüssiges Erdgas und 230 Milliarden Kubik-Fuß Gas. Das Ninian-Ölfeld produzierte 2013 Berichten zufolge über 11.000 Barrel Öl pro Tag.
Das Ölfeld wurde zunächst von Chevron Petroleum ausgebeutet, heute von Canadian Natural Resources. Die Öl- und Gasförderung erfolgte bzw. erfolgt über die Förderplattformen Ninian Central, Ninian Northern und Ninian Southern. Von den Ölfeldern Ninian und Brent führt eine unterseeische Pipeline in die Bucht Sullom Voe. Die Plattform Ninian Central war, als sie 1978 errichtet wurde, mit einem Gewicht von 600.000 Tonnen das größte von Menschen geschaffene bewegliche Objekt der Welt. Im Jahr 2020 wurde mit der Demontage der Plattform Ninian Northern begonnen, die 140 Meter über dem Meeresboden auf einem achtfüßigen Gestell montiert war.